# Salix pella
Salix pella är en videväxtart som beskrevs av Camillo Karl Schneider. Salix pella ingår i släktet viden, och familjen videväxter. Inga underarter finns listade i Catalogue of Life.